# USS Yorktown (CV-5)
USS Yorktown (CV-5) var et amerikansk hangarskib, der blev sænket under slaget ved Midway i Stillehavet under 2. verdenskrig 7. juni 1942.
Skibet blev færdigbygget i 1936 og var det femte amerikanske hangarskib. Det blev en del af den amerikanske stillehavsflåde i 1939, men blev sat ind i Atlanterhavet som patruljeskib til sikring af USA's neutralitet i 1941. Efter angrebet på Pearl Harbor gik landet i krig, og Yorktown vendte nu tilbage til Stillehavet for at støtte de tre andre hangarskibe, USS Enterprise, USS Lexington og USS Saratoga. 
Under kommando af admiral Frank Jack Fletcher deltog det i slaget om Koralhavet i maj 1942, hvor det blev ramt af fem torpedoer og var tæt på at synke. Imidlertid blev det taget i tørdok i Pearl Harbor, hvor det på rekordfart blev repareret nødtørftigt. Da efterretninger om et muligt angreb i starten af juni indløb, blev den reparation, der var skønnet til at ville vare omkring en måned, gennemført på blot 72 timer (dog i stærkt begrænset omfang), og da skibet sejlede af sted, blev der fortsat repareret på det. 
Bombefly fra Yorktown bidrog til, at et par af de japanske hangarskibe blev sænket, inden det selv blev ramt alvorligt et modangreb fra japanske bombefly. Besætningen fik dog nogenlunde kontrol over skaderne, så modstanderne ikke troede, at det var alvorligt ramt. De satte et ny angrebsbølge i gang, og heller ikke dette sænkede Yorktown, men det var nu så alvorligt skadet, at det var ukampdygtigt. En japansk ubåd fik med en torpedosalve imidlertid givet skibet afgørende skader, så det sank 7. juni.
Skibet sank på over fem kilometers dybde og har derfor været utilgængeligt, men i 1998 lykkedes det at fotografere vraget, der virkede bemærkelsesværdigt intakt, givet at det havde ligget på havbunden i over 50 år.
30°35′59″N 176°34′04″V / 30.5997°N 176.5678°V